# Harry Simeone
Harry Moisés Simeone (9 de mayo de 1910 – 22 de febrero de 2005) fue un arreglista, director y compositor estadounidense que popularizó la canción navideña "The Little Drummer Boy" (El pequeño tamborilero), por la que recibió el crédito de coautor. 

## Biografía
Simeone nació en Newark (Nueva Jersey).  Creció escuchando las actuaciones de las grandes estrellas en el Metropolitan Opera de la ciudad de Nueva York, no lejos de su Newark natal. Iniciado e inspirado por esta pasión infantil, decidió iniciar una carrera como concertista de piano. Para ello, se matriculó en la presitiosa Escuela Juilliard, a la que asistió durante tres años. Sin embargo, cuando le ofrecieron trabajo en cadena de televisión CBS como arreglista del director de banda Fred Waring, abandonó Juilliard para aceptarlo. 
Tras realizar los arreglos musicales y cantar en la película de RKO de 1938 Radio City Revels , Simeone se mudó a Hollywood con su esposa, Margaret McCravy Simeone, quien cantó brevemente con la orquesta de Benny Goodman, y más tarde con la de Fred Waring, usando el nombre artístico de Margaret McCrae. Una vez allí, tuvo varios trabajos de producción musical para varias películas de la Paramount entre 1939 y 1946, incluidas algunas protagonizadas por Bing Crosby.  En 1948, Simeone se unió al programa de televisión The Swift Show de NBC como líder de la orquesta del show, y en 1952, se unió a programa The Firestone Hour de NBC como director y arreglista coral. 
Cuando el sello discográfico 20th Century Fox Records contrató a Simeone para hacer un álbum navideño en 1958, formó un grupo al que llamó "The Harry Simeone Chorale" y buscó material de grabación.   Después de que el productor y compositor, Henry Onorati, le presentara una canción oscura, titulada "Carol of the Drum" (compuesta originalmente por Katherine Kennicott Davis en 1941),   Simeone cambió el título a "The Little Drummer Boy" y lo grabó con ese título para su disco Sing We Now of Christmas.  Recibió el crédito conjunto de autoría y composición del álbum, aunque en realidad no escribió ni compuso la canción. El sencillo "The Little Drummer Boy" rápidamente se hizo extremadamente popular y estuvo en las listas musicales de Estados Unidos de 1958 a 1962.  La Coral Simeone tuvo otro éxito navideño durante 1962, con su interpretación de la entonces nueva canción " Do You Hear What I Hear? " para Mercury Records .
En el mismo año 1960, Simeone formó otro grupo, al que llamó The Harry Simeone Songsters, con un estilo similar al de los Ray Conniff Singers. Bajo su dirección, ese grupo produjo una canción orientada al béisbol llamada "It's a Beautiful Day for a Ball Game", que muchos equipos de grandes ligas hicieron sonar en sus estadios o se utilizó para abrir transmisiones de radio y televisión. 
En 1964, Simeone firmó con Kapp Records. Al año siguiente grabó una nueva versión de "The Little Drummer Boy" para su álbum O' Bambino - The Little Drummer Boy .
El 22 de mayo de 2000, Simeone y su esposa, que entonces vivían en el Upper East Side de la ciudad de Nueva York, establecieron oficialmente la Beca de Música Harry y Margaret Simeone en la Universidad de Yale con una donación de 1 millón de dólares. Su esposa Margaret murió a año siguiente, lo que afectó a la salud de Harry, que falleció el 22 de febrero de 2005, a la edad de 94 años, en el Centro Médico Beth Israel de Manhattan. La nieta de Simeone, Laura Stevenson, también se dedicó a la música, convirtiéndose en la líder de Laura Stevenson and the Cans . 